# Voz Emérita
Voz Emérita era un semanario de información general gratuito y de distribución semanal editado por Mérida Opinión SL.
La sede central del diario se encontraba situada en la ciudad de Mérida y el mismo se editó ininterrumpidamente desde 2007 hasta el 2011, siendo sus contenidos principales los referidos a la actualidad de la ciudad de Mérida y su comarca. En abril de 2011 saltó a las primeras páginas de todos los medios después de que —a instancias de una denuncia del PP de Mérida— la Junta Electoral de Zona ordenase a la Policía Local secuestrar el número 206 al entender que era un medio público y que hacía propaganda electoral. Una semana después la Junta Electoral Provincial anuló la medida al considerar demostrado que era una publicación privada y al entender que no había ni un solo argumento jurídico para justificar el secuestro.